# Mount Thorarinsson
Mount Thorarinsson är ett berg i Antarktis. Det ligger i Västantarktis. Argentina, Chile och Storbritannien gör anspråk på området. Toppen på Mount Thorarinsson är 290 meter över havet, eller 93 meter över den omgivande terrängen. Bredden vid basen är 1,8 km.
Terrängen runt Mount Thorarinsson är varierad, och sluttar österut. Trakten är obefolkad. Det finns inga samhällen i närheten.